# Sciaphila thaidanica
Sciaphila thaidanica är en enhjärtbladig växtart som beskrevs av Kai Larsen. Sciaphila thaidanica ingår i släktet Sciaphila och familjen Triuridaceae. Inga underarter finns listade.